# Kœur-la-Grande
Kœur-la-Grande (1793 noch mit der Schreibweise Koeurs la Grande) ist eine französische Gemeinde mit 164 Einwohnern (Stand 1. Januar 2022) im Département Meuse in der Region Grand Est (bis 2015 Lothringen). Sie gehört zum Arrondissement Commercy und zur Communauté de communes du Sammiellois. 

## Geografie
Die Gemeinde Kœur-la-Grande liegt an der oberen Maas und dem parallel verlaufenden Maas-Kanal, zwischen Verdun und Commercy, etwa 50 Kilometer südwestlich von Metz auf einer Höhe zwischen 217 und 355 m über dem Meeresspiegel. Das Gemeindegebiet umfasst 12,22 km². Zu Kœur-la-Grande zählt der Ortsteil Le Jard. Nachbargemeinden von Kœur-la-Grande sind Chauvoncourt im Norden, Bislée im Nordosten und Kœur-la-Petite im Osten, Süden und Westen.

## Bevölkerungsentwicklung
| Jahr      | 1962 | 1968 | 1975 | 1982 | 1990 | 1999 | 2011 | 2021 |
| Einwohner | 112  | 126  | 108  | 128  | 152  | 158  | 172  | 162  |

Im Jahr 1841 wurde mit 384 Bewohnern die bisher höchste Einwohnerzahl ermittelt. Die Zahlen basieren auf den Daten von cassini.ehess und INSEE.

## Sehenswürdigkeiten
- Kirche Saint-Martin

## Wirtschaft und Infrastruktur
In der Gemeinde sind zwei Forstwirtschaftsbetriebe ansässig.
Zwei Kilometer östlich von Kœur-la-Grande verläuft die Fernstraße D 964 von Saint-Mihiel nach Commercy. In Void-Vacon, 20 Kilometer südlich gelegen, besteht ein Anschluss an die autobahnartig ausgebaute RN 4 von Nancy nach Paris. Der anderthalb Kilometer von Essegney entfernte Bahnhof Charmes liegt an der Bahnstrecke Blainville-Damelevières–Lure.

## Belege
1. ↑  Ortsname auf cassini.ehess.fr
2. ↑  Kœur-la-Grande auf cassini.ehess
3. ↑  Kœur-la-Grande auf INSEE
4. ↑  Forstwirtschaftsbetriebe auf annuaire-mairie.fr (französisch)